# Berberis ilicifolia
Berberis ilicifolia är en berberisväxtart som beskrevs av Forst.. Berberis ilicifolia ingår i släktet berberisar, och familjen berberisväxter. Inga underarter finns listade i Catalogue of Life.

## Bildgalleri

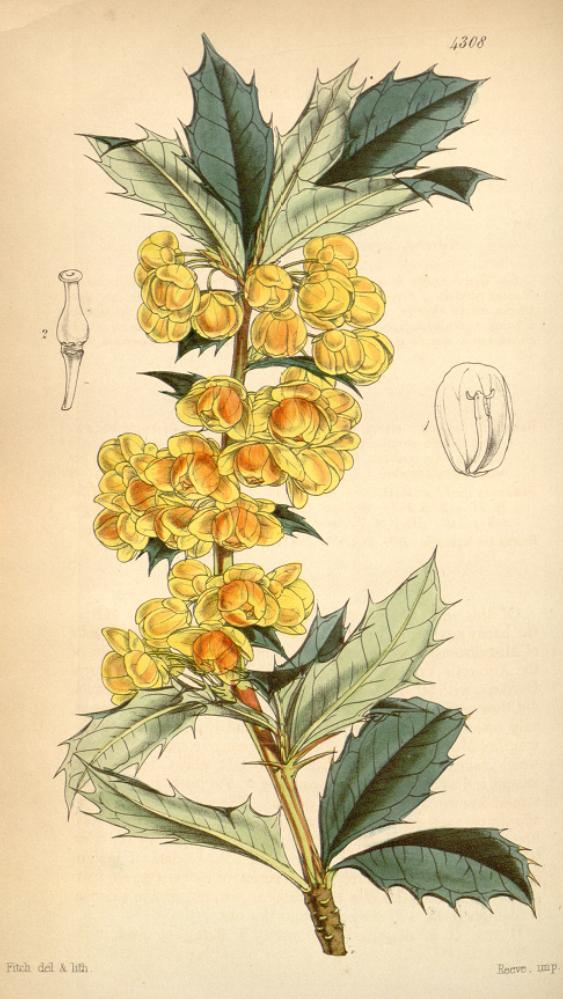
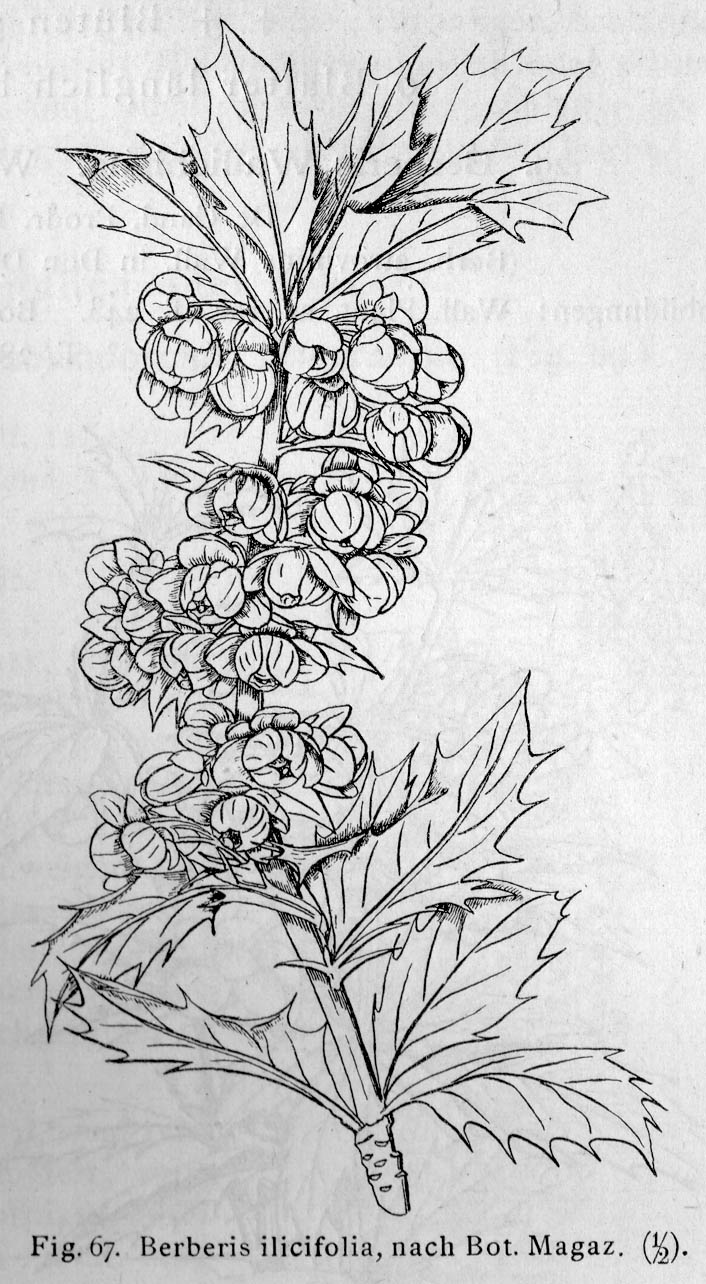
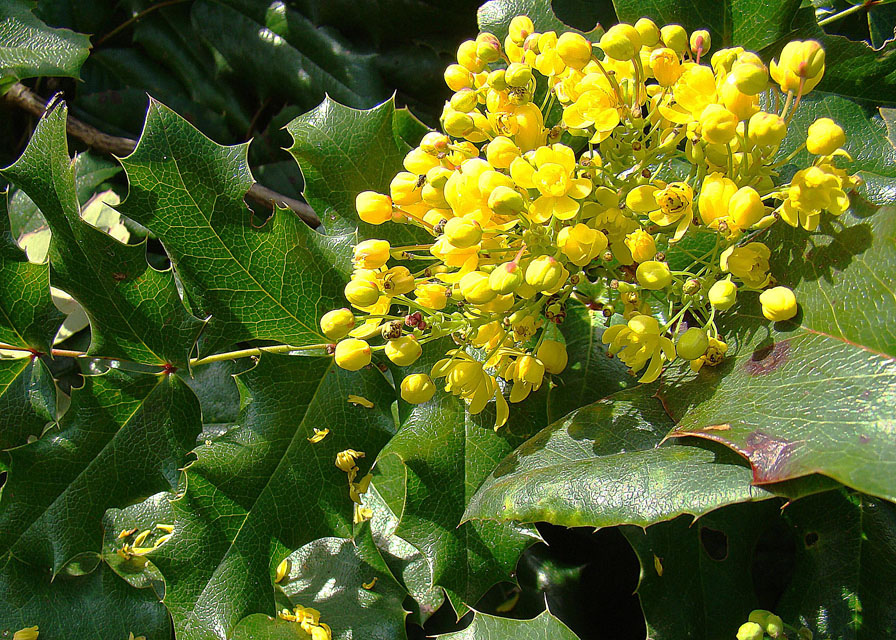
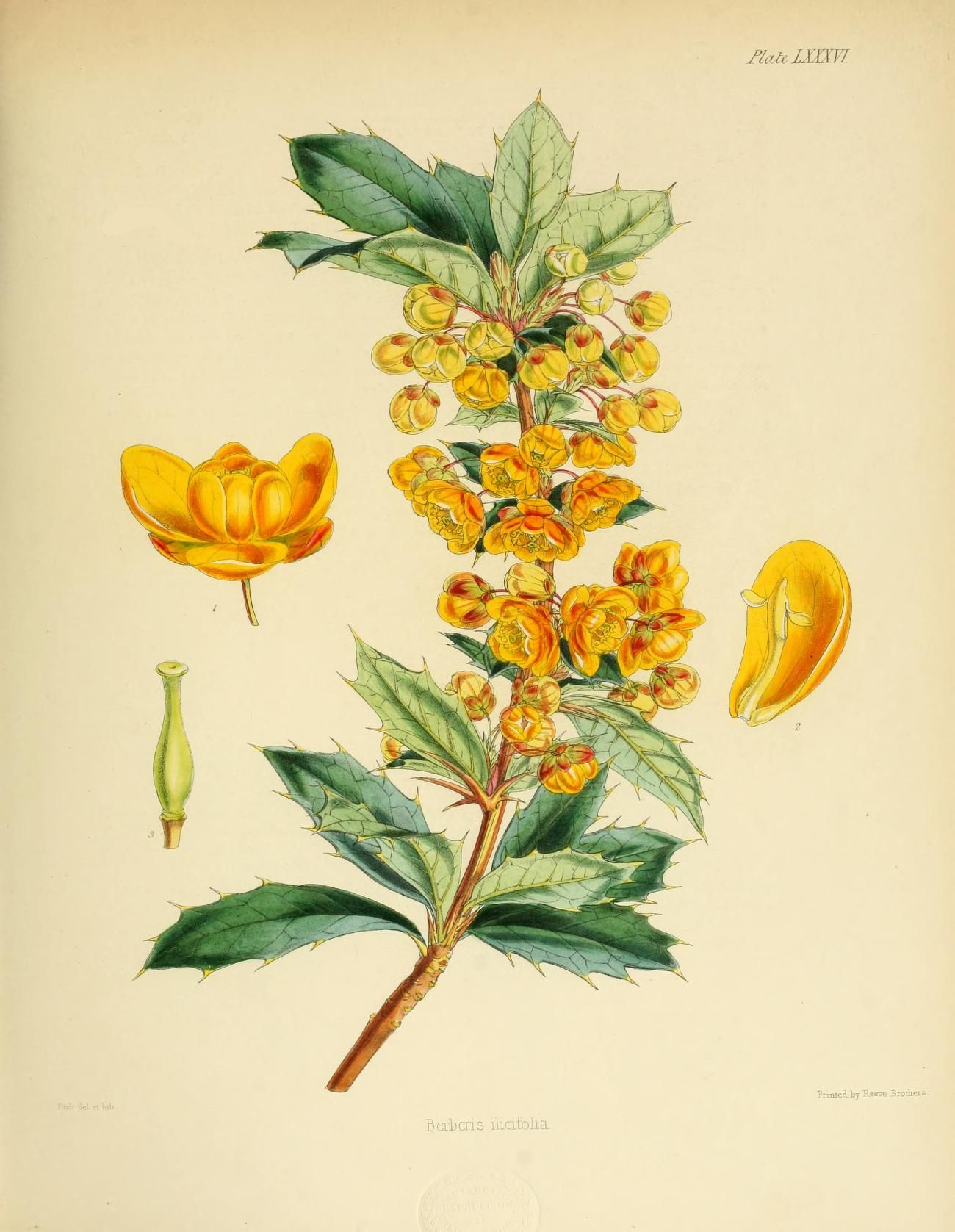
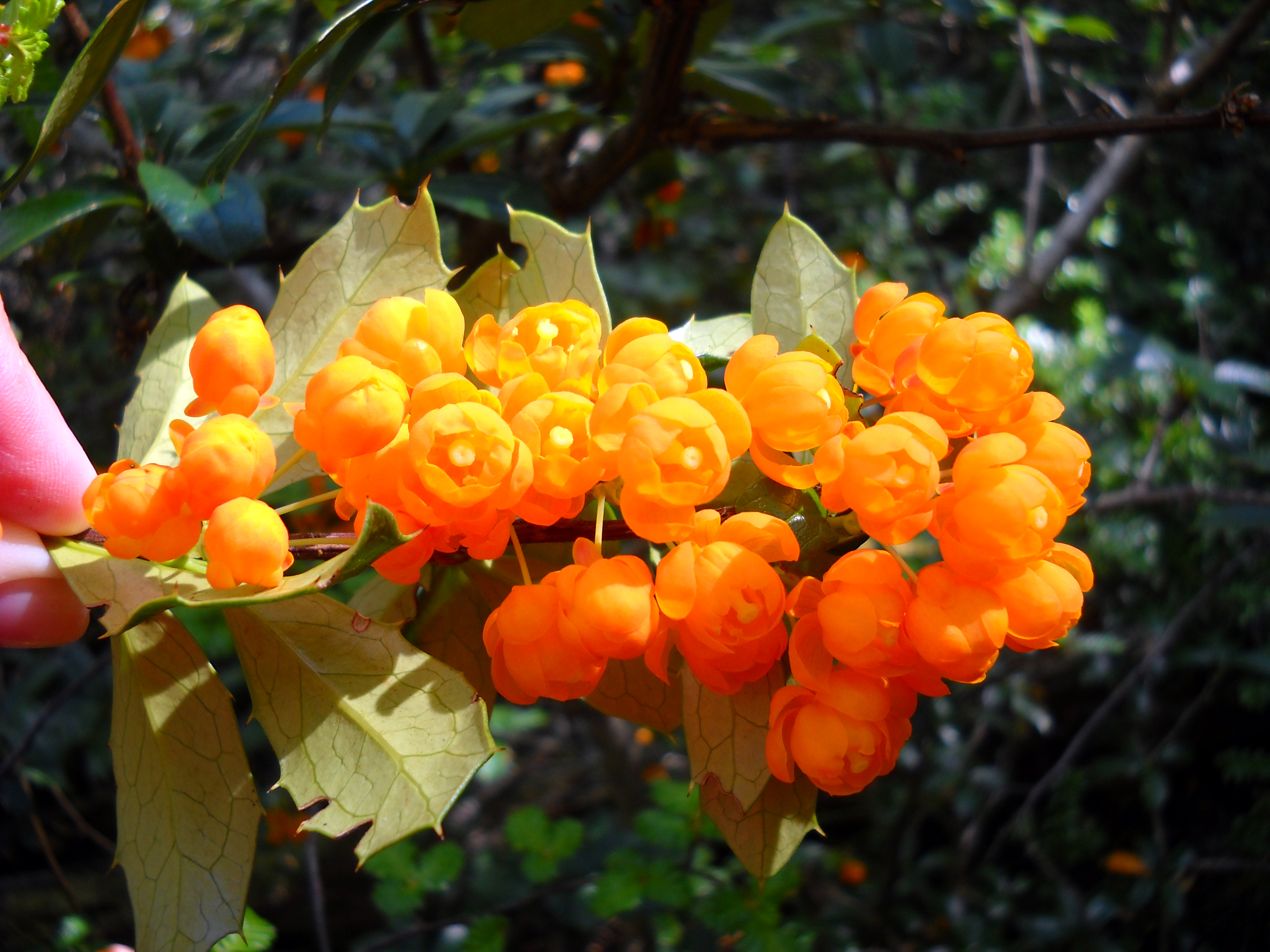
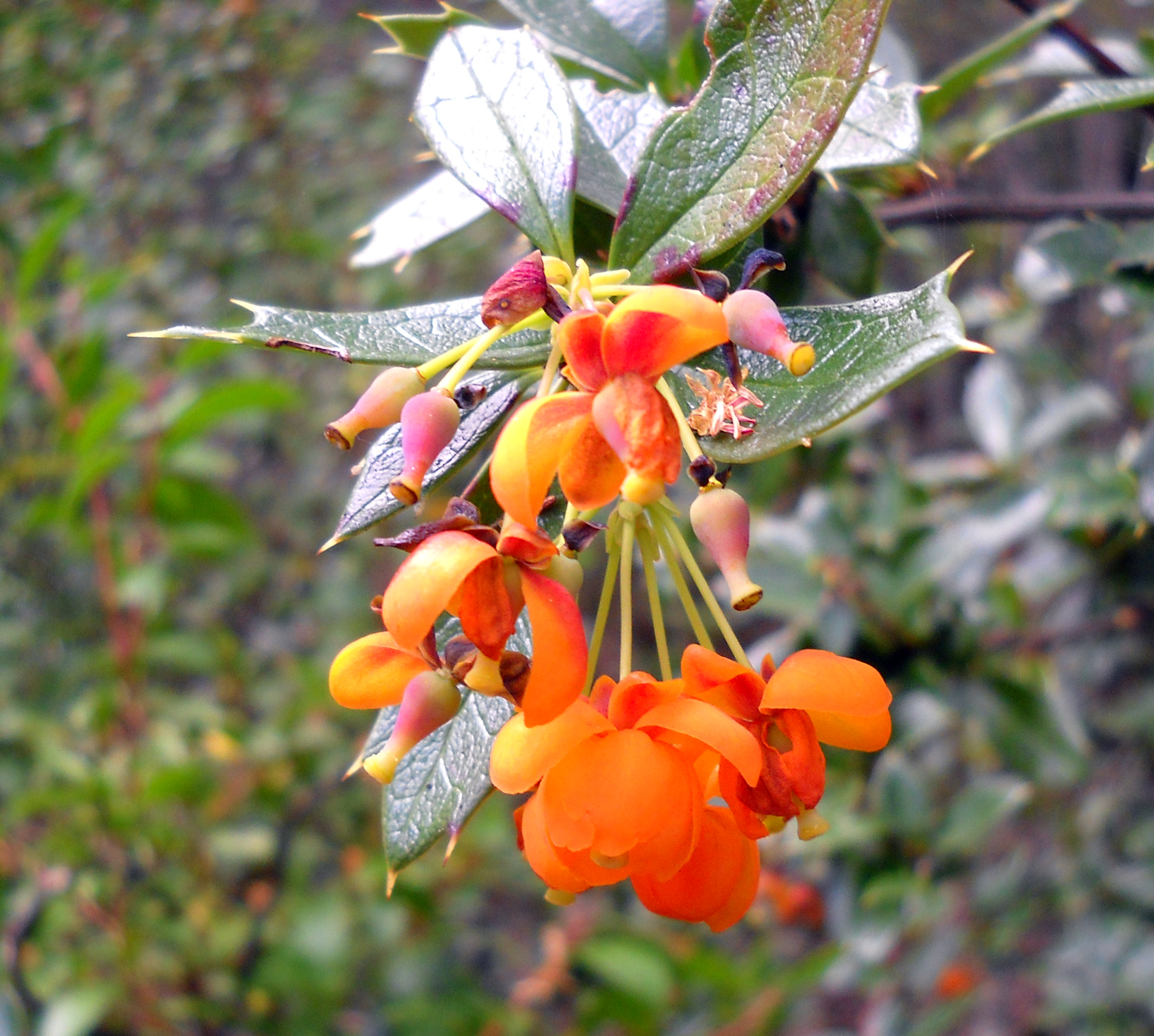